# 山梨共修社

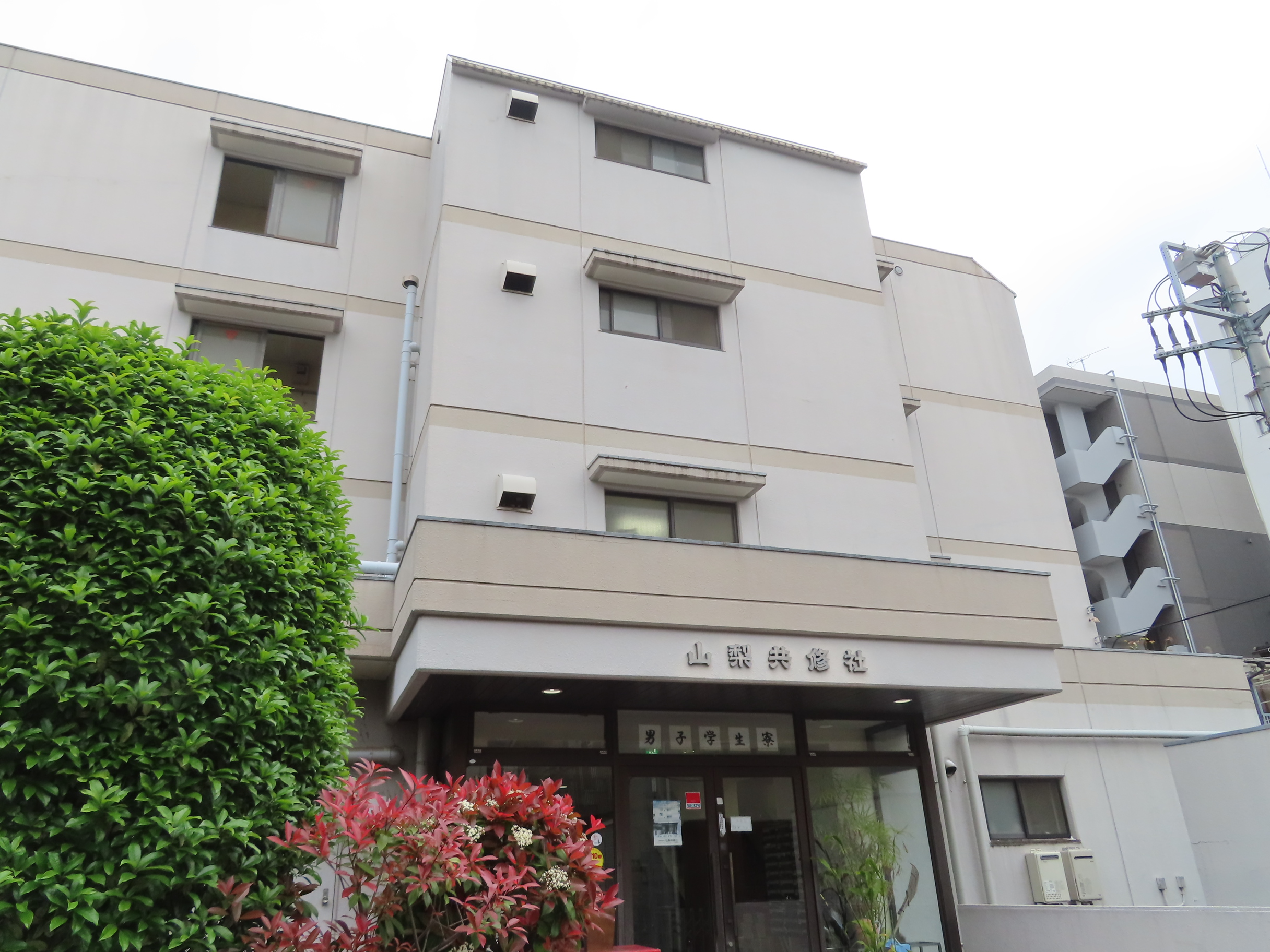
山梨共修社（2024年4月撮影）

山梨共修社（やまなしきょうしゅうしゃ）は、公益財団法人山梨共修社が運営する、東京都文京区にある山梨県出身の大学生のための男子寮。

## 沿革[1]
1902年（明治35年）2月、東京帝国大学法科大学生満田寛一、第一高等学校生徒田辺治通、後の医学博士八巻良三の三人が　『山梨（甲斐）は幕府直轄地であったことから何かと纏まりが悪く、他県にはある旧藩邸跡地等を活用しての学生寄宿舎の如きもなく、設立の試みも物に為らなかった』　とのことから、三人で設立運動を行うべく合意に達し、八巻九万（第二代山梨県会議長、第一回衆議院議員総選挙による代議士を歴任）に相談し同人を発起人とし、賃借していた下宿の下宿屋を買い取り、山梨共修社（命名は八巻九万）を創立。　　　　　　　　　　　　
その際の設立小委員会メンバーは、八巻九萬・佐竹作太郎・根津嘉一郎の三名。第一期の寮生は25名。 
1913年（大正2年）7月、文部大臣の許可を得て財団法人となる。
1916年（大正5年）2月、大正4年より着手の改築拡張案実現に向け、山梨県内外の有力者からの寄付を募り土地800坪を購入、翌大正6年5月52名収容の寮舎が竣工し移設
1945年（昭和20年）5月、大正6年建設の寮舎が東京空襲（山の手空襲）にて焼失
1951年（昭和26年）、在京県人会連合会会長広瀬久忠を中心に再興運動が行われ、山梨日日新聞社社長野口二郎、山梨県知事天野久への呼びかけをきっかけに再建に着手。
1952年（昭和27年）、東京都区画整理委員会よりの代替地に新たな寮舎（内藤多仲博士設計）を建設着工、翌29年12月に竣工し移動。この時の寮生は26名。
1957年（昭和32年）、甲府出身の実業家坂本正三郎の米国視察の折「教育の大切の事を深く感得し、共修社の増設を一人で行う」との決意からの寄付により、第二寮舎「坂本寮」が竣工し、寮生定員が51名となる。（これを記念した坂本翁像が寮に残されている）
1964年（昭和39年）、共修社社報「山梨の花」が再刊（年一回発刊）され、その第一号に社友前嶋信次が在寮中に作詞した「山梨共修社寮歌」が掲載。その後休刊となり現在に至る。
1983年（昭和58年）3月、戦後建築の木造二階建て寮舎及び坂本寮が老朽化のため昭和57年開催理事会で、新たに鉄筋コンクリート四階建ての寮舎（50名収容）の建築が決議され着工し当年12月に竣工。
1986年（昭和61年）11月、創立85周年記念事業として「社友名簿」の刊行を実施。
2002年（平成14年）、創立100周年記念式典を挙行。記念事業として、式典の挙行、寮舎内外のリニューアル工事、記念誌の刊行を実施。
2012年（平成24年）、創立110周年記念式典を挙行。
2013年（平成25年）4月、公益財団法人（東京都教育委員会認可）としての登記を行う
2022年（令和4年）11月、創立120周年記念誌発刊

## 主な社友（卒寮生・順不同）

### 政官界等
- 田辺治通（逓信大臣）
- 内田常雄（厚生大臣）
- 満田寛一（大審院判事）
- 山本三郎（建設事務次官）
- 吉田冨士雄（大蔵省理財局長・サントリー副社長）
- 山中伸一（文部科学事務次官）

### 学界
- 雨宮育作（東京大学名誉教授）
- 内藤多仲（早稲田大学名誉教授）
- 前嶋信次（慶應義塾大学教授）
- 篠原登（東海大学学長）
- 浅川栄次郎（早稲田実業校長・早稲田大学教授）

### 財界等
- 田邊加多丸（勧業銀行頭取・東宝会長）
- 樋口実（三菱地所社長）
- 浅尾新甫（郵船社長）
- 水上達三（三井物産会長）
- 日向方斎（住友金属）
- 野口二郎（山梨日日新聞社社長）
- 猪股進（東部ガス社長）
- 風間久四郎（テレビ山梨社長）
- 三神良三（東京会館社長）
- 望月春江（日本画家）

## 山梨共修社寮歌
「盆地十里（作詞：前嶋信次）」
一、盆地十里に花は散り　西の山辺に春逝けば 胸傷つきて　帰り来し　同じ思いの集いかな
二、山は青葉にうたう国　野は青草におどる国 ああ夏されば今もなお　燃ゆる原始の陽の色よ
三、秋にさびれし梧桐の　梢に夕日うつろえば ああ甲斐の国ふるさとの　おとずれ恋うる若き身や
四、廃兵院の冬木立　あおざめ果てし細月や 来たれ五十の胸の火に　凍りし涙とかせ友